# Julia Mathews
Julia Mathews, född 14 december 1842 i London, död 19 maj 1876 i St Louis, Missouri, USA, var en australisk skådespelare och operasångerska, aktiv 1854-1876. 
Hon var dotter till James Mathews, som var sjöman och tillverkade konstgjorda blommor, och musikläraren Sarah Irviner. Familjen emigrerade till Australien 1848. 
Hon debuterade på Royal Victoria Theatre i Sydney 1854 och engagerades sedan vid ett resande operasällskap uppträdde på de australiska guldfälten. Hon debuterade på Olympic Theatre i Melbourne 1855, där hon fick sitt genombrott. Hon gjorde 1863 en bejublad turné på Nya Zeeland. 1864 gifte hon sig med sin agent William Mumford. Äktenskapet blev olyckligt, då maken enbart ska ha använt henne för ekonomisk exploatering, och paret separerade 1870. 
Hon framträdde för sista gången i Australien 1867, och återvände därefter till London, där hon blev den första australiska skådespelaren som framträdde på Covent Garden Opera House. Hon turnerade därefter i Europa och USA. 